# Jeanne Pinot
Jeanne Pinot, conocida artísticamente también como Jane Pinot, fue una pintora francesa, activa a finales del siglo XIX y principios del XX, que cultivó especialmente la técnica del pastel.

## Biografía
Los pocos datos que hay de esta artista francesa provienen de los catálogos de los salones de Bellas Artes de París en los que participó desde los últimos años del siglo XIX hasta la década de 1920.
Nació en Misy, en el departamento de Sena y Marne de la región parisina. Estudió pintura con Ferdinand Humbert, François Rivoire (1842-1919), Eugène Thirion (1839-1910) y Frédérique Vallet-Bisson (famosa artista de la época, que de su relación con Renoir tuvo un hija, la también pintora Lucienne Bisson).
Instalada en Neuilly-sur-Seine, debutó en el Salón de 1897 con un retrato al carbón de mujer y en el del año siguiente presentó dos obras con la misma técnica: Femme en prière (Mujer rezando) y Endormie (Dormida).
Fue en 1899 cuando presentó en la exposición capitalina su primer pastel femenino —Parisienne (Parisina)—, técnica a la que ya no renunciaría aunque alguna vez produjera algún óleo, como La Fileuse (La hilandera, Salón de 1906) u Hotte de cerises (Cesta de cerezas, Salón de 1914). Al año siguiente se convirtió en miembro de la Sociedad de Artistas Franceses y continuó enviando ininterrumpidamente obras a los salones de la capital hasta 1903. 
El año anterior había sido el primero en el que apareció como Jane Pinot, nombre con el que firma sus pasteles. Después, a partir de 1910, volverá a aparecer en los catálogos con su nombre de pila original, pero en 1913 recupera el de Jane.
Retoma su participación en los salones en 1905, después de un año de interrupción, probablemente motivado por su mudanza a la capital, donde se instaló en la calle Vaugirard 84, a una cuadra del boulevard de Montparnasse. Regresará a la provincia en 1912, instalándose primero en Thorigny-sur-Marne y después en Levallois-Perret, siempre en la misma Isla de Francia, conocida popularmente como región parisina. 
Jeanne Pinot falleció en los años 1920 (en el catálogo de 1929 ya no figura en la lista de artistas franceses premiados con vida al 1 de abril de ese año).
Es poco lo que se ha conservado de su obra. En América del Sur, en Chile, el Museo Municipal de Bellas Artes de Valparaíso tiene seis pasteles de Pinot.
La artista recibió mención de honor en el Salón de París de 1900 por su pastel Pour la fête de la grand-mère (Para la fiesta de la abuela).

### Obras en espacios públicos
|  | Crisantemos          | Pastel sobre papel | 104 x 75 cm | MMBAV                                                 |
|  | Desmadejando         | Pastel sobre papel | 80 x 75 cm  | MMBAV                                                 |
|  | Cesta de rosas       | Pastel sobre papel | 88 x 60 cm  | Museo Municipal de Bellas Artes de Valparaíso (MMBAV) |
|  | Desnudo de oro       | Pastel sobre papel | 81 x 55 cm  | MMBAV                                                 |
|  | La niña de las rosas | Pastel sobre papel | 100 x 65 cm | MMBAV                                                 |
|  | Niña de rojo         | Pastel sobre papel | 43 x 37 cm  | MMBAV                                                 |

## Otras obras

### Obras expuestas en elSalón de París
(Los años que se dan son los del salón en el que participaron)
- Coin d'atelier au soir, pastel, 1911[15]
- En prière, pastel, 1910[9]
- Endormie, dibujo carbón, 1898[2]
- Femme en prière, dibujo carbón, 1898[2]
- Griselidis, pastel 1902[8]
- L'Echevau emmêlée, pastel, 1912[12]
- La Fileuse, 1906 (aparentemente inspirado en un poema de E. Delavault reproducido en el catálogo bajo el título del cuadro: «Et la fileuse file, file. / Mais ver le dernier Angelus / Le fil casse en sa main débile / La fileuse ne file plus»)[5]
- Meditation, pastel, 1907[16]
- Ophelie, pastel, 1901[14]
- Parfum mystique, pastel, 1901[14]
- Parisienne, pastel, 1899[3]
- Hotte de cerises, óleo, 1914[6]
- Portrait de Jacques M…, pastel, 1914[6]
- Portrait de Mme Geoffroy, pastel, 1905[11]
- Portrait de Mme H***, pastel, 1903[17] Mirar otra obra
- Portrait de Mme L…, pastel, 1909
- Portrait de Mme P…, dibujo carbón, 1897[4]
- Portrait des enfants, pastel, 1902
- Pour eux!, pastel, 1912[12]
- Pour la fête de la grand-mère, pastel, 1900[7]
- Que dira mamam?, pastel, 1908[18]
- Résignation, pastel, 1920[19]
- Retour du vendange, pastel, 1913[10]
- Retour du verger, pastel, 1908[18]
- Suzette, pastel, 1903[17]